# النظرية الأيضية للسرطان
النظرية الأيضية للسرطان هي الفرضية التي تقول أن السبب الرئيسي للسرطان هو التغيرات في التمثيل الغذائي الخلوي. ترتبط النظرية ارتباطًا وثيقًا بفكرة أن النظام الغذائي يمكن استخدامه للوقاية من أو علاج العديد من أنواع السرطان أو معظمها. من المقبول على نطاق واسع أن التغيرات في التمثيل الغذائي الخلوي - على وجه التحديد، والاعتماد المتزايد على الجلوكوز للحصول على الطاقة، وتنظيم العمليات الابتنائية - تحدث في العديد من أنواع الخلايا السرطانية. ومع ذلك، فإن فكرة إمكانية السيطرة على السرطان بشكل جزئي أو كلي من خلال النظام الغذائي لا تحظى بقبول واسع في المجال الطبي.

## المبادئ الأساسية للنظرية الأيضية للسرطان
تعتمد النظرية الأيضية للسرطان على العديد من الاختلافات الكيميائية الحيوية المعروفة بين الخلايا الطبيعية والخلايا سريعة الانتشار، بما في ذلك:
- خلل الميتوكوندريا : يزعم أنصار النظرية الأيضية أن خلل الميتوكوندريا يلعب دورًا حاسمًا في السرطان. الميتوكوندريا هي مصانع الطاقة في الخلية وتلعب دورًا في تنظيم موت الخلايا ( الموت الخلوي المبرمج ).[3] تظهر التغيرات في مورفولوجيا الميتوكوندريا بوضوح في العديد من أنواع الخلايا السرطانية.[3]

- تأثير واربورغ : في عشرينيات القرن العشرين، لاحظ أوتو واربورغ أن الخلايا السرطانية تفضل توليد الطاقة من خلال التخمير اللاهوائي، حتى عندما يكون الأكسجين وفيرًا. وهذا يختلف عن الخلايا الطبيعية، التي تستخدم الفسفرة التأكسدية المعتمدة على الأكسجين لإنتاج طاقة أكثر كفاءة.[4] ونتيجة لذلك، تعتمد الخلايا السرطانية بشكل كبير على الجلوكوز (السكر) للحصول على الطاقة، وتنتج كميات كبيرة من اللاكتات .[5]

- المرونة الأيضية والاعتماد على الجلوتامين : غالبًا ما تعتمد الخلايا السرطانية على الجلوتامين كمصدر بديل للطاقة وككتلة بناء للنمو، وخاصة عندما يكون الجلوكوز محدودًا.[6] تسمح هذه المرونة الأيضية للخلايا السرطانية بالتكيف والازدهار في ظل ظروف مختلفة، مما يجعلها أكثر مقاومة للعلاجات القياسية مثل العلاج الكيميائي.[7]

## التأثيرات العلاجية
استهداف التمثيل الغذائي في العلاج: يتم استكشاف الأدوية التي تعطل العمليات الأيضية في الخلايا السرطانية، وخاصة تلك التي تستهدف التمثيل الغذائي للجلوكوز أو الجلوتامين، كعلاجات للسرطان.
النهج الغذائي: يُقترح اتباع نظام غذائي منخفض الكربوهيدرات أو الكيتون باعتباره مفيدًا محتملًا لأنه يحد من توفر الجلوكوز لخلايا السرطان، وبالتالي "تجويعها". هذه الأنظمة الغذائية تجبر الجسم على إنتاج الكيتونات، التي لا تستطيع الخلايا السرطانية استخدامها.

## الجدل والبحث
لا تزال النظرية الأيضية قيد البحث وتظل مثيرة للجدل. في حين أن هناك أدلة تدعم دور التمثيل الغذائي المتغير في السرطان، فإن نموذج الطفرة الجينية يحظى أيضًا بدعم كبير. يقوم العديد من الباحثين الآن بفحص السرطان باعتباره تفاعلًا معقدًا بين الطفرات الجينية واضطراب التمثيل الغذائي، وليس مرضًا وراثيًا بحتًا أو مرضًا أيضيًا بحتًا. 